# Палатников, Александр Самойлович
Александр Самойлович Палатников  (11 декабря 1923, Москва — 29 ноября 2007, Кумертау, Башкортостан) — инженер-технолог, организатор авиационной промышленности СССР, лауреат Государственной премии СССР (1978).

## Биография

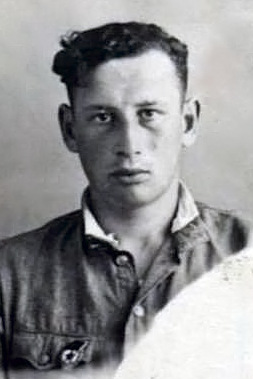
Официальный фотопортрет гвардии старшего сержанта РККА Александра Палатникова (1941)

Александр Палатников родился 11 декабря 1923 года в Москве. В первые дни войны ушел на фронт. Воевал и служил в послевоенный период вплоть до 1946 года.

### Работа в промышленности
В 1952 году окончил Московский авиационный технологический институт. По окончании института работал на предприятиях в городах Москва, Клин, Арсеньев.
С 1966 года работал в Кумертауском авиационном ПО главным инженером, с 1967 года — генеральным директором.
С 1987 по 2007 годы работал в ОАО «Камов» в г. Люберцы Московской области. Им было проведена ориентация предприятия на изготовление вертолётов Ка-26, Ка-27, Ка-28, Ка-29, Ка-32, самолётов («Рейс», М-17), десантной техники.

### Общественная деятельность
- В г. Кумертау избирался депутатом исполкома Кумертауского городского Совета народных депутатов.
- Избирался депутатом Верховного Совета БАССР десятого, одиннадцатого созывов.

## Награды и звания
- Ордена Ленина (1982), Октябрьской Революции (1976), Отечественной войны 1-й степени (1945), Трудового Красного Знамени (1971), Красной Звезды (1944)
- Государственная премия СССР (1978)[2]
- Почётный авиастроитель СССР (1983)[2]
- Почётный гражданин города Кумертау (1996)[2]

## Память
- В г. Кумертау установлен бюст памяти А. С. Палатникова
- Имя Палатникова носит клуб юных техников г. Кумертау[2]